# Solar Orbiter
Solar Orbiter är en obemannad europeisk rymdsond för undersökning av solen och solvinden, den sköts upp med en Atlas V raket den 10 februari 2020. Beslutet att satsa på Solar Orbiter togs i oktober 2011.. Projektet ska genomföras av ESA i samarbete med NASA. ESA ansvarar för rymdfarkosten och alla operationer i rymden, medan NASA stod för uppskjutningen, med hjälp av en Atlas V-raket från Cape Canaveral.
De vetenskapliga målen med Solar Orbiter kan grupperas runt fyra huvudfrågor:
- Hur och var bildas solvinden och det interplanetära magnetfältet i solens korona?
- Hur driver solutbrott variationer i heliosfären?
- Hur producerar solutbrott partikelstrålning i heliosfären?
- Hur fungerar solens dynamo och hur driver den fenomen i heliosfären?

Dessa frågor ska undersökas med de tio instrumentpaketen ombord. Fyra av dessa mäter solvindens egenskaper på plats, medan de övriga sex är olika typer av avbildande instrument för fjärranalys av solen. Ett av instrumenten ombord kommer delvis att byggas av Institutet för rymdfysik i Uppsala.
För att i detalj kunna följa fenomen på solen och hur de påverkar solvinden kommer man att gå så nära solen som 0,3 AE, dvs ungefär samma avstånd från solen som Merkurius ligger på. För att klara värmen så nära solen kommer bland annat en värmesköld att monteras framför rymdfarkosten. Att nå denna bana kräver flera förbiflygningar av Venus och jorden, vilket gör att mätningar närmast solen påbörjas först 2020.
Ytterligare svenska bidrag kommer från Göteborg där man levererat omborddatorn som styr hela farkosten, samt från Linköping där man byggt farkostens struktur och värmeisolering